# Auhunga pectinata
Auhunga pectinata är en spindelart som beskrevs av Forster och Wilton 1973. Auhunga pectinata ingår i släktet Auhunga och familjen mörkerspindlar. Inga underarter finns listade.